# Gourcy (Gourcy)
Pour les articles homonymes, voir Gourcy.
Pour le département et la commune urbaine, voir Gourcy (département).
Gourcy est une ville et le chef-lieu du département et la commune urbaine de Gourcy, située dans la province du Zondoma et la région du Nord au Burkina Faso. Elle également le chef-lieu de la province.

## Géographie
La ville de Gourcy occupe un point stratégique pour le développement social et économique de la province, sur la route nationale 2, axe reliant Ouagadougou-Yako-Ouahigouya. Elle est située à 30 km de la ville de Yako (chef-lieu de la province du Passoré) et à 40 km de la ville de Ouahigouya (chef-lieu de la province du Yatenga). Gourcy est à une distance de 140 km de Ouagadougou.

## Histoire
En juillet 1974, Gourcy est érigé en sous-préfecture.

## Démographie
La ville de Gourcy est divisée en cinq secteurs urbains totalisant 24 616 habitants lors du dernier recensement général de la population en 2006 :
- Secteur 1 (2 913 habitants)
- Secteur 2 (5 282 habitants)
- Secteur 3 (8 300 habitants)
- Secteur 4 (5 268 habitants)
- Secteur 5 (2 853 habitants)

## Santé et éducation
Gourcy accueille un centre de santé et de promotion sociale (CSPS) urbain et le centre médical (CM) de la province avec un projet d'ouverture d'antenne chirurgicale en son sein.